# Jan Siuzdak
Jan Siuzdak (ur. 17 lipca 1898 w Hucisku, zm. 18 listopada 1942 na Zamku Hartheim) – polski prezbiter katolicki, krzewiciel oświaty i rozwoju gospodarczego wsi leżących na terenie gminy Wołkowyja (obecnej gmina Solina), Sługa Boży Kościoła katolickiego, męczennik.

## Życiorys
Pochodził z wielodzietnej rodziny zamieszkałej w Hucisku. Był synem Jakuba i Anny. Ukończył szkołę podstawową w Łańcucie i gimnazjum w Rzeszowie, a następnie odbył służbę wojskową w Wojsku Polskim. Studia podjął wstępując do seminarium duchownego. Ukończywszy Wyższe Seminarium Duchowne w Przemyślu w 1926 przyjął sakrament święceń kapłańskich. W 1931 skierowany został do administrowania parafią w Wołkowyi, której został proboszczem. Realizował powołanie inicjując  działania aktywizujące środowisko pobliskich wiosek dekanatu Solina. Był inicjatorem budowy lokalnych dróg i szkół, organizatorem kwest na rzecz ich wyposażenia, a także zgodnie z głoszoną zasadą: 
„Trzeba nieść pomoc każdemu choremu człowiekowi, czy jest Żydem, czy Ukraińcem, czy Polakiem, bo to jest człowiek.”
 pomagał bezdomnym i chorym. Organizował dożywianie i kolonie dla dzieci ucząc odpowiedzialności za dobro wspólne, poszanowania drugiego człowieka i patriotyzmu. Podczas swojej posługi współpracował ze starostą leskim dr. Romanem Gąsiorowskim.
W czasie okupacji niemieckiej zaangażowanie w działalność dobroczynną i społeczną doprowadziło w kwietniu 1940 do aresztowania Jana Siuzdaka. Więziony był w Baligrodzie, od 3 kwietnia do 20 czerwca 1940 w więzieniu w Sanoku, a następnie wywieziony został do niemieckiego obozu koncentracyjnego Dachau, gdzie nadano mu numer 22536. Stamtąd został przetransportowany w tzw. transporcie inwalidów na Zamek Hartheim, w którym znajdowało się centrum eutanazyjne i w którym zginął 18 listopada 1942 roku.
Był jednym z 122 Sług Bożych, wobec których 17 września 2003 rozpoczął się drugi proces beatyfikacyjny drugiej grupy polskich męczenników z okresu II wojny światowej.
Sługa Boży Jan Siuzdak został patronem zespołu szkół w Wołkowyi. Jego nazwisko znalazło się na tablicy upamiętniającej zamordowanych kapłanów diecezji przemyskiej wmurowanej w bazylice archikatedralnej Wniebowzięcia Najświętszej Maryi Panny i św. Jana Chrzciciela w Przemyślu.